# Carex pleiandra
Carex pleiandra är en halvgräsart som beskrevs av Jisaburo Ohwi. Carex pleiandra ingår i släktet starrar, och familjen halvgräs. Inga underarter finns listade i Catalogue of Life.